# Hüttenheim (Duisburg)
Hüttenheim ist ein Duisburger Stadtteil mit 3.558 Einwohnern (Stand: 31. Dezember 2023).

## Lage
Hüttenheim liegt im Duisburger Stadtbezirk Duisburg-Süd, nach Westen vom Rhein begrenzt, nach Norden und Osten vom alten und neuen Angerbach und im Süden vom Stadtteil Ungelsheim sowie dem Mündelheimer Ortsteil Serm.

## Namensgebung
Der Name des Stadtteils geht auf eine Werksiedlung für Hüttenarbeiter des Unternehmens Blechwalzwerk Schulz Knaudt AG zurück, das 1912 bei der Verlagerung seiner Produktion von Essen an den neuen Standort auf heutigem Hüttenheimer Gebiet auch einen großen Teil seiner Beschäftigten von dort mitbrachte.

## Geschichte
Den Anstoß zur Entwicklung von Hüttenheim gab die Essener Blechwalzfabrik Schulz & Knaudt, die den Beschluss fasste, in dem Bereich um Haus Angerort und den Medefurter Hof südlich von Angerhausen ein Stahlwerk zu bauen. Zu diesem Zweck kaufte die Firma 1907 ein 136 Hektar großes, zur Gemeinde Huckingen gehörendes Gelände vom Grafen Spee auf Schloss Heltorf und begann mit dem Bau der Anlage. Am 1. Oktober 1909 nahm das neue Werk seinen Betrieb auf.
Bereits Anfang 1910 plante das Werk den Bau einer Arbeitersiedlung auf dem Gebiet der damals wie Huckingen zum Amt Angermund gehörenden Gemeinde Mündelheim, genauer im Ortsteil Ehingen. Nachdem zwischen den Gemeinden Mündelheim und Huckingen ein Finanzausgleichsvertrag für die durch die zusätzliche Siedlung entstehenden Verwaltungskosten geschlossen worden war, wurde Mitte 1911 mit dem Bau der Arbeiterkolonie in Ehingen begonnen. Vorgesehen waren 500 bis 550 Wohnungen in dreigeschossigen Häusern für je drei Familien. Im Herbst 1911 war bereits der erste Wohnblock erstellt und bezugsfertig. Gleichzeitig wurden direkt neben dem Werksgelände in Angerort 30 Meisterwohnungen errichtet, die heute den Kern der Schulz-Knaudt-Siedlung ausmachen. Die ersten Migranten kamen aus Essen-Huttrop.
Die offizielle Namensgebung durch den Gemeinderat in Mündelheim erfolgte am 3. Februar 1912. Im Sitzungsprotokoll heißt es: „Die Arbeiter-Kolonie erhält die Bezeichnung Hüttenheim.“ Bis Ende 1912 waren dann bereits 100 Familien in die neue Siedlung gezogen. Weitere 200 Familien zogen 1913 aus Essen zu. Auch das Werk wurde ständig erweitert. Zwischen 1912 und 1914 u. a. um ein Puddel- und Walzwerk, ein Martin-Stahlwerk, ein Presswerk und einer Gasschweißerei. 1914 fusionierte die Schulz-Knaudt AG mit den Mannesmannröhren-Werken.
Während des Ersten Weltkriegs wurden in Hüttenheim britische Kriegsgefangene gefangen gehalten.
1915 wurde das katholische Pfarr-Rektorat eingerichtet. Der Grundstein für die katholische Kirche Mariä Himmelfahrt wurde am 31. Juli 1921 gelegt. Die Kirche in der heutigen Mannesmannstraße stand der Gemeinde ab 1923 zur Verfügung, wurde aber 1958 wegen einer Erweiterung des Werksgeländes abgerissen und durch einen Neubau an der Mündelheimer Straße, d. h. ca. 1 km weiter östlich, ersetzt. Der Neubau wurde am 6. Juni 1958 konsekriert. Für die evangelischen Gemeindemitglieder wurde im Februar 1928 eine Gemeindehaus am Klettenweg eingeweiht.
Am 1. August 1929 wurde Hüttenheim zusammen mit den anderen Orten im Norden des Amtes Angermund in die Stadt Duisburg eingemeindet. Bis zum Jahre 1940 wuchs der Stadtteil in mehreren Schüben auf seine heutige bauliche Größe heran. Zum Schutz vor den Luftangriffen während des Zweiten Weltkriegs wurden auf dem Mannesmann-Gelände 2 Hochbunker der Bauart Winkel (Winkeltürme) errichtet, die bis heute existieren. Das weitere Wachstum des Stahlwerks nach dem Zweiten Weltkrieg und der damit einhergehende Bedarf nach weiteren Arbeiterunterkünften führte ab 1952 zur Anlage eines weiteren neuen Stadtteils in direkter Hüttenheimer Nachbarschaft, der Ungelsheim genannt wurde.
Am 17. März 1987 wurde der Heimat- und Bürgerverein Hüttenheim gegründet.

## Bevölkerungsentwicklung
Die Einwohnerzahl Hüttenheims entwickelte sich wie folgt:
| Jahr              | Einwohnerzahl |
| ----------------- | ------------- |
| 1925              | 3.446         |
| 1930              | 4.459         |
| 1939              | 4.237         |
| 1962              | 5.478         |
| 31. Dezember 2003 | 3.690         |
| 31. Dezember 2004 | 3.643         |
| 31. Dezember 2005 | 3.686         |
| 31. Dezember 2006 | 3.694         |
| 31. Dezember 2007 | 3.636         |
| 31. Dezember 2008 | 3.642         |
| 31. Dezember 2009 | 3.584         |
| 31. Dezember 2010 | 3.504         |
| 31. Dezember 2011 | 3.566         |
| 31. Dezember 2012 | 3.596         |
| 31. Dezember 2013 | 3.551         |
| 31. Dezember 2014 | 3.532         |
| 31. Dezember 2015 | 3.597         |
| 31. Dezember 2016 | 3.621         |
| 31. Dezember 2017 | 3.561         |
| 31. Dezember 2018 | 3.509         |
| 31. Dezember 2019 | 3.461         |
| 31. Dezember 2020 | 3.468         |
| 31. Dezember 2022 | 3.523         |
| 31. Dezember 2023 | 3.558         |

## Hüttenheim heute

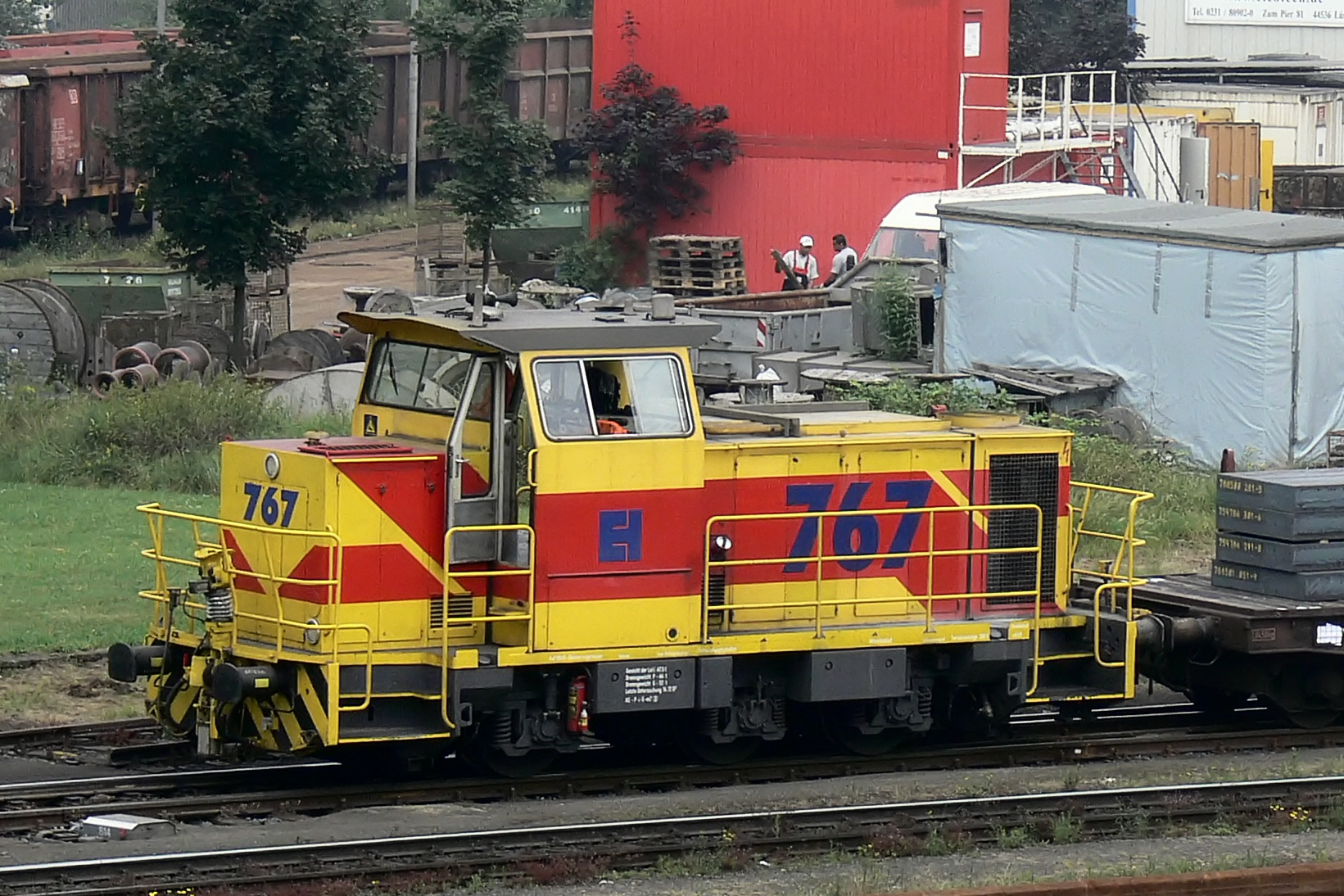
Werksgelände der Mannesmannröhren-Werke in Hüttenheim mit Lokomotive Mak DE 501 als Lok 767 der Eisenbahn und Häfen

Noch heute bestimmen die Hüttenwerke Krupp Mannesmann das Bild des Stadtteils. In Alt-Hüttenheim leben inzwischen viele türkische Mitbürger islamischen Glaubens. Das Projekt für die seit 25 Jahren erwartete große Moschee hat im April 2009 angefangen. Die zwei vorherigen Moscheen haben sich verbunden und nun wird in Hüttenheim eine neue (große) Moschee gebaut.
Seit August 2007 hat Hüttenheim kein christliches Gotteshaus mehr. Sowohl die evangelische als auch die katholische Kirche sind geschlossen worden. An der Stelle der evangelischen Kirche befindet sich ein Einkaufszentrum, die katholische Kirche soll ein Altenzentrum werden. Die Glocke der ehemaligen evangelischen Kirche wurde nach Huckingen verbracht.
Hüttenheim ist heute die Heimat des VfL Duisburg-Süd und war bis 2013 die des FCR 2001 Duisburg. Die erste Mannschaft des FCR spielte seit dem Aufstieg 1993 in der Frauen-Fußballbundesliga. Der Verein löste sich jedoch im Jahr 2013 auf. Mit einem Europapokalsieg, einer deutschen Meisterschaft und drei deutschen Pokalsiegen gehört der FCR zu den Spitzenmannschaften im deutschen Frauenfußball. Außerdem befindet sich in Hüttenheim ein großes Sportcenter und eine beachtenswerte Freileitungskreuzung des Rheins.

## Sehenswürdigkeiten
Siehe Hüttenheimer Baudenkmäler in der Liste der Baudenkmäler in Duisburg-Süd.

## Verkehrsanbindung
Die Mannesmannröhren-Werke verfügen über einen eigenen Rheinhafen.
An einer Wendeschleife beginnt die Straßenbahnlinie 903 der Duisburger Verkehrsgesellschaft (DVG), die Hüttenheim mit Duisburg-Wanheimerort, Duisburg-Hauptbahnhof in der Stadtmitte und Dinslaken nördlich der Stadt verbindet.
Die Mündelheimer Straße verbindet Hüttenheim im Norden mit Huckingen und der Bundesstraße 8. In südlicher Richtung heißt diese Straße Mannesmannstraße und verbindet den Stadtteil mit Mündelheim und der Bundesstraße 288.

## Personen

### Geboren in Hüttenheim
- Hans Biallas (1918–2009), deutscher Fußballspieler
- Johann Christian Süß (1923–1945), Marinesoldat, Opfer der nationalsozialistischen Marinejustiz

### Mit Bezug zu Hüttenheim
- Leo Winkel (1885–1981), deutscher Konstrukteur, der 2 Winkeltürme auf dem Werksgelände der Hüttenwerke Krupp Mannesmann baute
- Richard Gessner (1894–1989), deutscher Maler sowie Mitbegründer der avantgardistischen Künstlervereinigung Das Junge Rheinland (1919), der ab 1928 und bis Mitte der 60er Jahre mindestens 35 Gemälde erstellte, deren Gegenstand die Werksanlagen des Hüttenwerks in Hüttenheim sind
- Karl Harzig (1903–1970), deutscher Politiker (SPD) und von 1950 bis 1954 Mitglied des Landtags von Nordrhein-Westfalen
- Fritz Schaller (1904–2002), Architekt für den Bau der Hüttenheimer Pfarrkirche St. Mariä Himmelfahrt
- Franz Josef Weisweiler (1928–1985), Manager und Vorstandsvorsitzender in der Mannesmann AG
- Hasan Özen (* 1940 in der Türkei), ehemaliger türkischer Arbeitsmigrant in Deutschland, dem 1994 wegen „großer Verdienste um das Allgemeinwohl“ das Bundesverdienstkreuz am Bande verliehen wurde, gründete eine Initiative, die den Abriss von alten Arbeiterhäusern in Hüttenheim verhinderte und die Renovierung der baufälligen Häuser vorantrieb
- Nikolaus Schneider (* 1947), Präses der Evangelischen Kirche im Rheinland, seit 2010 EKD Ratsvorsitzender, war Torhüter beim VfL Hüttenheim[15]
- Rolf Milser (* 1951), ehemaliger deutscher Gewichtheber und Olympiasieger der Olympischen Sommerspiele 1984 und Mitglied des VfL Hüttenheim (heute: VfL Duisburg-Süd)[16]
- Harald Schartau (* 1953), deutscher Politiker der SPD und ehemaliger Wirtschafts- und Arbeitsminister des Landes Nordrhein-Westfalen